# Jamel Morris
Jamel Vaughn Morris (Gahanna (Ohio), 14 de noviembre de 1992) es un jugador de baloncesto estadounidense que pertenece a la plantilla del Élan Chalon de la LNB Pro A. Con 1,93 metros de estatura, juega en la posición de escolta.

## Trayectoria deportiva

### Universidad
Es un jugador formado durante dos temporadas en Glenville State Pioneers, desde 2011 a 2013 en la NCAA II. Tras una temporada en blanco, jugaría otras dos temporadas con los Fairmont State Fighting Falcons, de 2014 a 2016, también en la NCAA II. 

### Profesional
Tras no ser elegido en el Draft de la NBA de 2016, comenzaría su trayectoria profesional en Italia en las filas del Ste.Mar '90 Civitavecchia de la Serie C-Gold, en el que promedió 23 puntos, 8 rebotes, 4 asistencias y 1,2 robos por partido. Ganó el MVP de la jornada en dos ocasiones. 
Al comienzo de la temporada 2017-18, Morris firmó con Grand Rapids Drive de la NBA G League, equipo afiliado a los Detroit Pistons. Morris promedió 25 minutos, 13 puntos y 2 asistencias por partido, con unos promedios de 42% desde el campo y 40% desde tres. Su equipo fue subcampeón de la División Central y se aseguró un puesto en los playoffs por primera vez en su historia.
En verano de 2018, Morris jugó para los Detroit Pistons en la NBA Summer League en Las Vegas, Nevada.
El 15 de agosto de 2018, regresa a Europa y fichó por el KK Split croata, en el que jugó hasta enero de 2019. En la temporada 2018-2019 promedió 15 puntos por partido en la Liga croata y 13 puntos por partido en la ABA Liga.
Antes del comienzo de la temporada 2019-20, volvió a firmar con KK Split, promediando en 19 minutos por partido promedió 10 puntos y 4 asistencias, lo que ayudó a llevar al equipo al segundo lugar en la clasificación y a los últimos cuatro puestos de playoffs por primera vez.
El 24 de julio de 2020, Morris firmó con el Legia Varsovia de la Liga Polaca de Baloncesto. En el conjunto polaco promedia 17.3 puntos y 2.8 asistencias por encuentro.
El 24 de abril de 2021, firma por el Orléans Loiret Basket de la Pro A, la primera categoría del baloncesto francés, para cubrir la baja por lesión de LaMonte Ulmer.
El 19 de julio de 2021, firma por el Brose Bamberg de la Basketball Bundesliga.
El 11 de septiembre de 2021, firma por el Brose Bamberg de la Basketball Bundesliga.
En la temporada 2022-23, firma por el BC Lietkabelis de la Lietuvos Krepšinio Lyga.
El 3 de julio firmó un contrato por dos años con el New Basket Brindisi de la Lega Basket Serie A italiana.
El 7 de julio de 2024 firmó con el Élan Chalon de la LNB Pro A francesa.